# Герб Забайкальской области
Герб Забайкальской области — административной единицы в составе Российской империи.

## Описание и обоснование символики
В золотом поле восьмиконечный палисад, червлёный с зеленью, сопровождаемый вверху червлёною буйволовою головою с серебряными глазами и языком. Щит увенчан древнею Царскою короною и окружён золотыми дубовыми листьями, соединенными Александровскою лентою.

## История
Забайкальская область была образована в 1851 году.

### Высочайше утвержденный герб
12 (24) апреля 1859 года императором Александром II было Высочайше утверждено положение Сибирского Комитета
о гербе Забайкальской области.

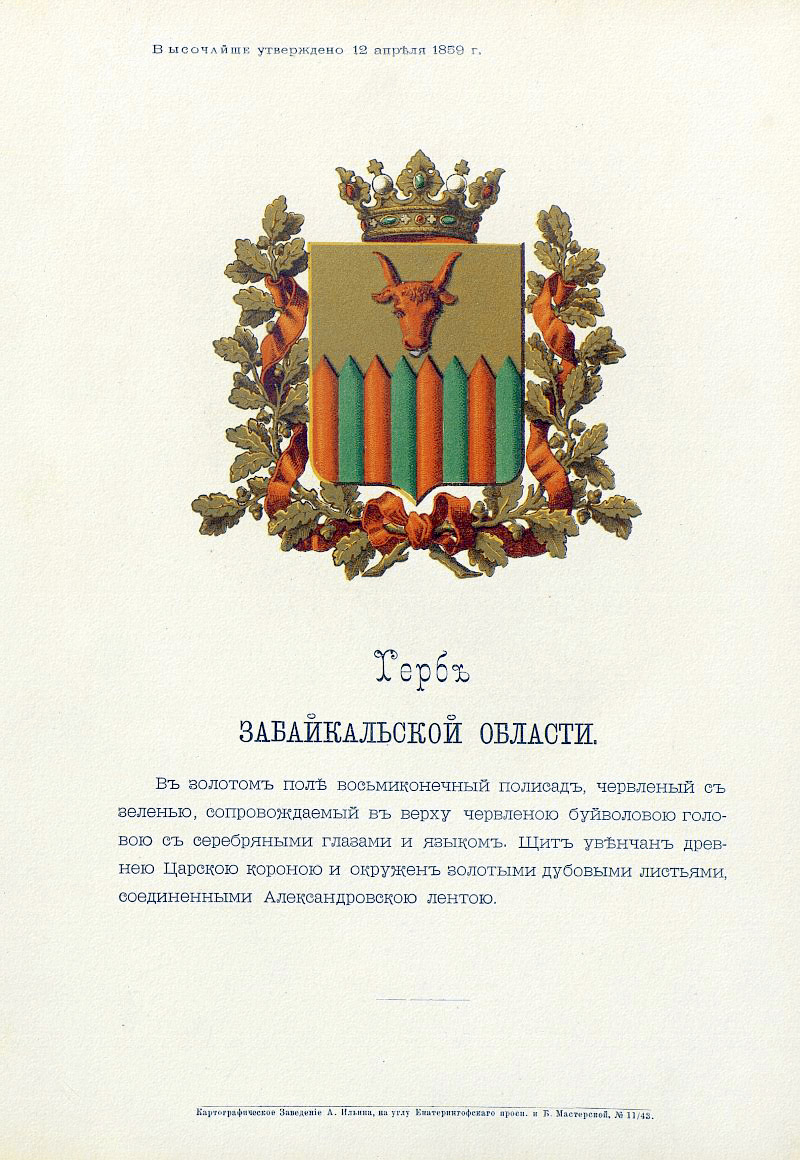
Герб Забайкальской области с описанием в гербовнике Бенке. 1859 год.

Высочайше утверждённый герб имел следующее описание: 
Въ золотомъ полѣ восьмиконечный палисадъ, червленый съ зеленью, сопровождаемый вверху червленою буйволовою головою съ серебряными глазами и языкомъ. Щитъ увенчанъ древнею Царскою короною и окруженъ золотыми дубовыми листьями, соединенными Александровскою лентою.
В Законе № 34358 записано:
Слушана записка Министра Юстиции, от 30 марта, с предложением проекта герба Забайкальской области. 
Комитет положил проект сего герба представить, на Высочайшее утверждение Его Императорского Величества. 
Государь Император Высочайше соизволил утвердить означенный герб 12 текущего апреля.
Записка: — Министр Юстиции имеет честь представить Сибирскому Комитету, для поднесения к Высочайшему утверждению, проект герба Забайкальской области, присовокупляя, что рисунок сего герба изготовлен в Гербовом отделении по соглашению Министерства Юстиции с Министерством Внутренних Дел, что помещенные в проект герба эмблемы: палисад и буйволова голова, выражают укрепление областного города Читы и занятие местных жителей скотоводством, и что внешние украшения щита в настоящем гербе помещены на основании правил, Высочайше утверждённых в 1857 году (32057). (Рисунок герба см. в конце Тома) 
Перед утверждением Министру Юстиции России графу В. Н. Панину было предложено четыре варианта проекта герба Забайкальской области, имеющих на щите стропила и буйвола, а во внешнем украшении большую Императорскую корону. В окончательном варианте стропила были заменены на «палисадник из осьми частей», буйвол на «червленую буйволовою голову, ибо целого буйвола изобразить неудобно…».
Восемь зубцов палисада символизировали начало освоения края русскими землепроходцами и восемь забайкальских острогов, построенных здесь во второй половине XVII века.
Двухцветная финифть полей острога идентична расцветке пограничного столба и символизировали то, что край имеет две внешние границы с Монголией и Китаем.
Серебряные глаза и язык буйвола означают даурские серебряные промыслы, а золотой щит — золото Кабинета Его Императорского Величества.
В 1859 году, на момент утверждения герба, административным центром Забайкальской области являлся город Чита, который получил возможность использовать герб Забайкальской области в качестве своего официального символа вплоть до 26 апреля 1913 года, когда был Высочайше утверждён первый (собственный) герб города Читы.
Герб Забайкальской области просуществовал до 1920 года.

### Герб Дальневосточной республики
6 апреля 1920 года Забайкальская область вошла в состав Дальневосточной республики. Как всякое самостоятельное государство, Дальневосточная республика создала свои геральдические символы. 11 ноября 1920 года постановлением правительства республики были утверждены герб и флаг. 27 апреля 1921 года была учреждена Конституция республики, в статье 180 VIII раздела которой говорилось: 
Утверждается Государственный герб, описание которого следующее:

на красном щите хвойный сосновый венок, внутри которого на фоне утренней зари с появляющимся солнцем и пятиконечной серебряной звездой (в верху фона) — скрещенные через сноп пшеницы якорь и остроконечное кайло, вниз остриём; на венке с правой стороны на красной перевязке буква «Д», с левой «В», внизу между черенками хвойных веток буква «Р».
Этот герб просуществовал не долго. В Москве дальнейшее существование Дальневосточной республики было признано нецелесообразным, и в ноябре 1922 года Народное собрание объявило Конституцию республики и её законы отменёнными. В Забайкалье была объявлена власть Советов.
В советский период Забайкальская область герб не имела.

### Настоящее время
В настоящее время, рисунок герба Забайкальской области 1859 года представлен в современных гербах города Читы, Забайкальского края (до 2007 года в гербе Читинской области).

Наследующие гербы
Герб Забайкальского края
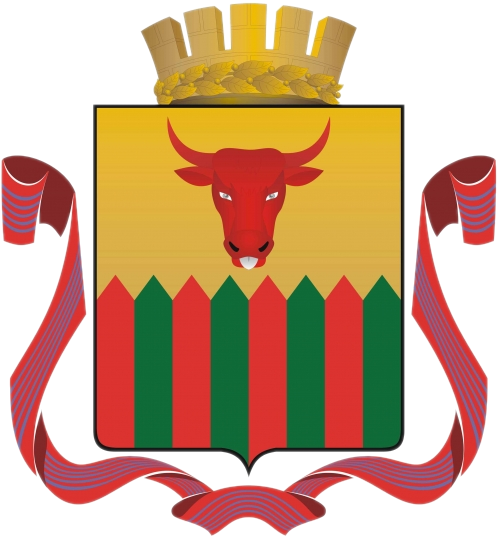
Герб Читы